# Христианско-демократический союз (ГДР)
Христианско-демократический союз (нем. Christlich-Demokratische Union Deutschlands, CDU) — консервативная партия в Восточной Германии в 1945—1990 годах.

## История
Основан 26 июня 1945 года. В 1950—1990 годах выступал в блоке с СЕПГ, ЛДПГ и рядом других партий и общественных организаций (Национальный фронт ГДР), входил в правительство, руководимое СЕПГ. Геральд Гёттинг, возглавлявший ХДС в 1966—1989 годах, был председателем Народной палаты ГДР в 1969—1976 годах. При введении абортов в ГДР 10 депутатов голосовали против.
После падения Берлинской стены ХДС поддержал процесс демократизации. В ноябре 1989 года Геральд Гёттинг ушёл в отставку со всех постов. Председателем партии был избран Лотар де Мезьер. 5 декабря 1989 года ХДС вышел из Национального фронта. Вошёл в «Альянс за Германию» вместе с «Демократическим прорывом» и Немецким социальным союзом. На выборах 1990 года выступал самостоятельно, получил большинство (40,8 % голосов) и сформировал коалиционное правительство во главе с председателем ХДС Лотаром де Мезьером. Член ХДС Сабина Бергман-Поль 5 апреля 1990 года была избрана председателем Народной палаты ГДР, и поскольку Государственный совет ГДР был упразднён, стала главой ГДР.
В конце 1990 года ХДС ГДР и «Демократический прорыв» объединились с западногерманским ХДС.

## Организационная структура
ХДС состояла из окружных организаций (bezirksorganisation), окружные организации из районных организаций (kreisorganisation), районные организации из первичных организаций (grundorganisation).
Высший орган — съезд (parteitag), между съездами — главное правление (hauptvorstand), между его заседаниями — президиум главного правления (praesidium des hauptvorstandes) и секретариат главного правления (sekretariat des hauptvorstandes), высшее должностное лицо — партийный председатель (parteivorsitzender), высший ревизионный орган — центральная ревизионная комиссия (zentrale revisionskommission).
Окружные организации
Окружные организации соответствовали округам
Высший орган окружной организации — окружная конференция (bezirksdelegiertenkonferenz), между окружными конференциями — окружное правление (bezirksvorstand), исполнительный орган окружной организации — секретариат окружного правления (sekretariat des bezirksvorstandes), высшее должностное лицо окружной организации — окружной председатель (bezirksvorsitzender), ревизионный орган окружной организации — окружная ревизионная комиссия (bezirksrevisionskommission).
До 1952 года вместо окружных организации существовали земельные организации (landesorganisation). Высший орган земельной организации — земельная конференция (landesdelegiertenkonferenz), между земельными конференциями — земельное правление (landesvorstand), исполнительный орган земельной организации — секретариат земельного правления (sekretariat des landesvorstandes), высшее должностное лицо земельной организации — земельный председатель (landesvorsitzender), ревизионный орган земельной организации — земельная ревизионная комиссия (landesrevionskommission).
Районные организации
Районные организации соответствовали районам, городам окружного подчинения и округам Берлин.
Высший орган районной организации — районная конференция (kreisdelegiertenkonferenz), между районными конференциями — районное правление (kreisvorstand), исполнительный орган районной организации — секретариат районного правления (sekretariat des kreisvorstandes), высшее должностное лицо районной организации — районный председатель (kreisvorsitzender), ревизионный орган районной организации — районная ревизионная комиссия (kreisrevisionskommission).
Районные (в городах) организации
Районные (в городах) организации соответствовали городским округам. Создавались в 1950-х гг.
Высший орган районной (в городе) организации — районная (в городе) конференция (stadtbezirksdelegiertenkoneferenz), между районными (в городе) конференциями — районное (в городе) правление (stadtbezirksvorstand), исполнительный орган районной (в городе) организации — секретариат районного (в городе) правления (sekretariat des stadtbezirksvorstandes), высшее должностное лицо районной (в городе) организации — районный (в городе) председатель (stadtbezirksvorsitzender), ревизионный орган районной (в городе) организации — районная (в городе) ревизионная комиссия (stadtbezirksrevisionskommission).
Местные организации
Местные организации (ortsorganisation) или местные группы (ortsgruppe) соответствовали общинам и городам.
Высший орган местных организации — местная конференция (ortsdelegiertenkonferenz), между местными конференциями — местное правление (ortsvorstand), высшее должностное лицо местной организации — местный председатель (ortsvorsitzender).
Первичные организации
Первичные организации соответствовали предприятиям.
Высший орган первичной организации — общие собрания (mitgliederversammlung), между общими собраниями — правление производственной группы (betriebsgruppenvorstand), высшее должностное лицо первичной организации — председатели производственной группы (betriebsgruppenvorsitzender).
Учебные заведения
Имела партийные учебные заведения — Центральная партийная школа и окружные партийные школы.
Партийные издания
- «Новое время» (Neue Zeit из издательства Union Verlag) (общегерманская)
- «Союз» (Die Union) (Саксония, позже округа Дрезден, Лейпциг, Карл-Маркс-Штадт)
- «Новый путь» (Der Neue Weg) (Саксония-Анхальт, позже округа Галле, Магдебург)
- «Тюрингская ежедневная газета» (Thüringer Tageblatt) (Тюрингия, позже округа Эрфурт, Гера, Зуль)
- «Демократ» (Der Demokrat) (Мекленбург — Передняя Поммерания, позже округа Росток, Шверин, Нойбранденбург)
- «Бранденбургский союз» (Märkische Union) (Бранденбург, позже округа Котбус, Потсдам, Франкфурт-на-Одере)

В 1989 году была создана молодёжная организация ХДС ГДР — Христианско-демократическая молодёжь (Christlich-Demokratischen Jugend).
Международное сотрудничество — Коалиционная партия в Финляндии, Объединённая народная партия в Польше, Чехословацкая народная партия.

## Партийные съезды
1. 15-17 июня 1946, Берлин
2. 6-8 сентября 1947, Берлин
3. 18-20 сентября 1948, Эрфурт
4. 12-13 ноября 1949, Лейпциг
5. 15-17 сентября 1950, Берлин
6. 16-18 октября 1952, Берлин
7. 21-25 сентября 1954, Веймар
8. 12-15 сентября 1956, Веймар

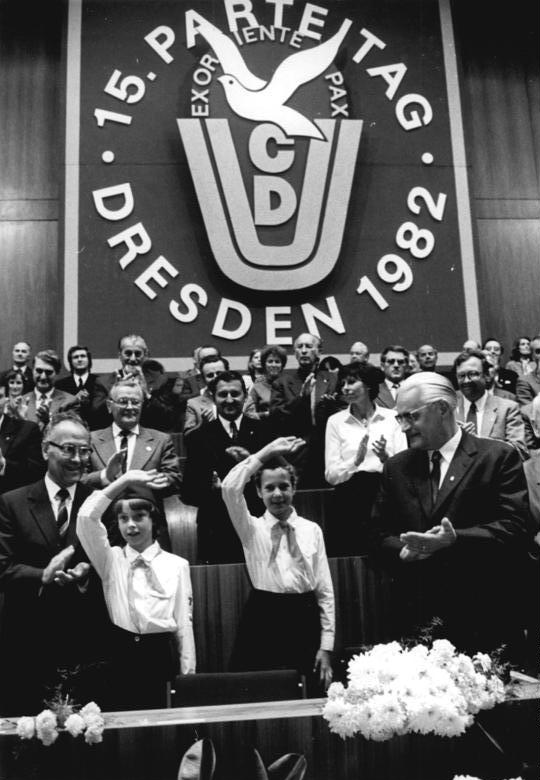
15-й съезд в Дрездене

9. 30 сентября — 3 октября 1958, Дрезден
10. 22-25 июня 1960, Эрфурт
11. 30 сентября — 3 октября 1964, Эрфурт
12. 2-5 октября 1968, Эрфурт
13. 11-13 октября 1972, Эрфурт
14. 12-14 октября 1977, Дрезден
15. 13-15 октября 1982, Дрезден
16. 14-16 октября 1987, Дрезден
17. 15-16 декабря 1989, Берлин

## Председатели партии
- 1945. Андреас Гермес
- 1946—1947 Якоб Кайзер
- 1948—1957 Отто Нушке
- 1958—1966 Август Бах
- 1966—1989 Геральд Гёттинг
- 1989. Вольфганг Хейль
- 1989—1990 Лотар де Мезьер